# Булонь-сюр-Мер-Сюд
Булонь-сюр-Мер-Сюд (фр. Boulogne-sur-Mer-Sud) — упраздненный кантон во Франции, регион Нор-Па-де-Кале, департамент Па-де-Кале. Входил в состав округа Булонь-сюр-Мер.
В состав кантона входили коммуны (население по данным Национального института статистики за 2008 г.):
- Бенктен (1 357 чел.)
- Булонь-сюр-Мер (8 633 чел.) (частично)
- Ла-Капель-ле-Булонь (1 493 чел.)
- Сен-Мартен-Булонь (11 469 чел.)
- Эшенган (387 чел.)

## Политика
На президентских выборах 2012 г. жители кантона отдали Франсуа Олланду в 1-м туре 32,6 % голосов против 24,1 % у Николя Саркози и 20,3 % у Марин Ле Пен, во 2-м туре в кантоне победил Олланд, получивший 57,6 % голосов (2007 г. 1 тур: Саркози — 28,4 %, Сеголен Руаяль — 25,6 %; 2 тур: Саркози — 50,3 %). На выборах в Национальное собрание в 2012 г. по 5-му избирательному округу департамента Па-де-Кале они поддержали действующего депутата и мэра Булонь-сюр-Мер, члена Социалистической партии Фредерика Кювилье, набравшего в 1-м туре 51,7 % голосов и одержавшего по итогам голосования по всему округу победу в 1-м же туре. (2007 г. Фредерик Кювилье (СП): 1 тур — 43,5 %, 2 тур — 60,7 %). На региональных выборах 2010 года в 1-м туре победил список социалистов, собравший 37,6 % голосов против 16,8 % у списка «правых» и 14,9 % у Национального фронта. Во 2-м туре единый «левый список» с участием социалистов, коммунистов и «зелёных» во главе с Президентом регионального совета Нор-Па-де-Кале Даниэлем Першероном получил 56,1 % голосов, «правый» список во главе с сенатором Валери Летар занял второе место с 24,8 %, а  Национальный фронт Марин Ле Пен с 19,1 % финишировал третьим.
|  | Кандидат      | Партия                  | % голосов |
|  | ------------- | ----------------------- | --------- |
|  | Кристиан Бали | Социалистическая партия | 68,18     |
|  | Антуан Голлио | Национальный фронт      | 31,82     |

|  | Кандидат        | Партия                    | % голосов |
|  | --------------- | ------------------------- | --------- |
|  | Ален Оге        | Социалистическая партия   | 68,44     |
|  | Бернар Дельпьер | Союз за народное движение | 31,56     |